# Tubercule de la selle
Le tubercule de la selle (ou tubercule pituitaire) est une crête osseuse de la face supérieure du corps du sphénoïde délimitant l'arrière du sillon préchiasmatique et l'avant de la fosse hypophysaire.
En arrière, s'étend le sillon du sinus coronaire qui le sépare de la crête synostosique.